# 에마뉘엘 사논
에마뉘엘 만누 사논(아이티어: Emmanuel Manno Sanon, 1951년 6월 25일 ~ 2008년 2월 21일)는 아이티의 전 축구 선수로 선수 시절 포지션은 공격수였으며 아이티 대표팀의 종전 국제 A매치 최다 득점자였다.

## 클럽 경력
1971년 자국 리그의 돈 보스코 소속으로 프로에 데뷔한 이후 1974년까지 활동하며 데뷔 시즌인 1971 시즌 리그 우승을 맛보았고 1974년 벨기에 프로 리그의 베르쇼트 VAC로 이적 후 1980년까지 142경기 43골을 터뜨려 1978-79 시즌 벨기에컵 우승, 1979년 벨기에 슈퍼컵 준우승에 이바지했다.
그 뒤 1980년 당시 미국 아메리칸 사커 리그의 마이애미 어메리컨스에서 활동하다가 같은 해 6월 같은 리그 소속팀인 샌디에이고 삭커스로 이적하여 1983년까지 47경기 24골을 기록하며 1981-82 아메리칸 사커 리그 인도어 시즌 우승을 맛보았다.

## 국가대표팀 경력
1970년 아이티 성인대표팀에 첫 발탁된 이후 1981년 은퇴할 때까지 국제 A매치 통산 65경기 37골을 터뜨리며 1973년 CONCACAF 선수권 대회 우승, 1971년 CONCACAF 선수권 대회, 1977년 CONCACAF 선수권 대회 준우승 등에 공헌했고 1974년 FIFA 월드컵 본선에서도 월드컵 2회 우승국인 이탈리아와 남미의 강호 아르헨티나를 상대로 1골씩 기록하면서 현재까지도 아이티 역사상 월드컵 본선에서의 유일한 득점자로 남아 있다.

## 은퇴 이후
1999년 아이티 대표팀의 지휘봉을 잡아 이듬해인 2000년 CONCACAF 골드컵 본선 무대에 참가했으나 팀은 1무 1패로 페루와 승률에서 동률을 이뤘음에도 득실차에서 밀려 B조 최하위로 8강 진출에 실패했고 이후 2008년 2월 21일 향년 56세에 미국 플로리다주 올랜도에서 췌장암으로 별세했다.

## 수상

### 클럽
돈 보스코
- 아이티 1부 리그 : 우승 (1971)

 베르쇼트 VAC
- 벨기에컵 : 우승 (1978-79)
- 벨기에 슈퍼컵 : 준우승 (1979)

 샌디에이고 삭커스
- NASL 인도어 시즌 : 우승 (1981-82)

### 국가대표팀
아이티
- CONCACAF 골드컵 : 우승 (1973), 준우승 (1971, 1977)